# باغداساریان
باغداساریان (زبان ارمنی: Բաղդասարյան), یکی از نام‌های خانوادگی رایج در میان ارمنیان می‌باشد.
- آراپیک باغداساریان، کاریکاتوریست، طراح گرافیک، کارگردان و مترجم
- آرتور باغداساریان، سیاست‌مدار
- آرکادی باغداساریان، نقاش
- ادوارد باغداساریان، آهنگساز، و نوازنده پیانو
- ادیک باغداساریان، نویسنده، مترجم و پژوهشگر ارمنی‌تبار
- جانی باغداساریان، فیلم‌بردار و متخصص امور فنی
- راس باغداساریان جونیور، تهیه‌کننده، آهنگساز، فیلم‌نامه‌نویس، و صدا پیشه
- راس باغداساریان سینیور، هنرپیشه، موسیقی‌دان، خواننده-ترانه‌سرا، آهنگساز، فیلم‌نامه‌نویس، خواننده، نوازنده پیانو، و شاعر
- گِقام باغداساری باغداساریان مشهور به گقام ساریان، شاعر و مترجم
- آرتاشس باغداساریان (نقاش)
- سارگیس باغداساریان-هوپو
- ادوارد باغداساریان (خواننده)
- آرتاشس باغداساریان
- آرو باغداساریان
- ادمون باغداساریان
- آرسن باغداساریان
- ادیک باغداساریان (نویسنده)
- سارگیس باغداساریان
- کریستاپور باغداساریان
- گورگن باغداساریان
- نمروت باغداساریان
- نازلی باغداساریان
- ناتالیا باغداساریان
- روسلان باغداساریان
- هوهانس باغداساریان
- سیمون باغداساریان
- سوسانا باغداساریان
- سارگیس باغداساریان (مجسمه‌ساز)
- سیمون باغداساریان
- گتیک باغداساریان
- گئورگ باغداساریان (مهندس مکانیک)
- پیش‌نویس:گئورگ باغداساریان
- پیش‌نویس:کارینه باغداساریان
- پیش‌نویس:آرمان باغداساریان
- پیش‌نویس:لاریسا باغداساریان
- پیش‌نویس:پرینس باغداساریان
- پیش‌نویس:سوفیا باغداساریان
- پیش‌نویس:فلورا باغداساریان
- پیش‌نویس:سوتلانا باغداساریان
- پیش‌نویس:مارینکا باغداساریان
- پیش‌نویس:یه‌وا باغداساریان
- پیش‌نویس:لوون باغداساریان
- پیش‌نویس:سوسانا باغداساریان (هنرپیشه)